# Llista de monuments de Deià
Llista de monuments de Deià catalogats pel consell insular de Mallorca com a Béns d'Interès Cultural en la categoria de monuments pel seu interès històric, artístic, arquitectònic, arqueològic, històric-industrial, etnològic, social, científic o tècnic.
| Monument                                                  | Tipus                | Localització       | Coordenades                                          | Codi?               | Imatge |
| --------------------------------------------------------- | -------------------- | ------------------ | ---------------------------------------------------- | ------------------- | --- |
| Son Galceran                                              | Arq. defensiva       | Deià               |                                                      | RI-51-0008400       | Carregueu una nova foto d'aquest monument                                                                     |
| Sa Pedrissa                                               | Arq. defensiva       | Deià Punta de Deià | 39° 45′ 46″ N, 2° 38′ 10″ E / 39.762881°N,2.636176°E | RI-51-0008401       | Carregueu una nova foto d'aquest monument                                                                     |
| Ca l'Abat                                                 | Arq. defensiva       | Deià               | 39° 45′ 31″ N, 2° 39′ 06″ E / 39.758625°N,2.651637°E | RI-51-0008402       | Carregueu una nova foto d'aquest monument                                                                     |
| Can Poloni                                                | Arq. defensiva       | Deià Llucalcari    | 39° 45′ 56″ N, 2° 39′ 12″ E / 39.765582°N,2.653361°E | RI-51-0008403       | Carregueu una nova foto d'aquest monument                                                                     |
| Can Simó                                                  | Arq. defensiva       | Deià Llucalcari    | 39° 45′ 55″ N, 2° 39′ 12″ E / 39.765411°N,2.653242°E | RI-51-0008404       | Carregueu una nova foto d'aquest monument                                                                     |
| Casa d'Amunt                                              | Arq. defensiva       | Deià Llucalcari    | 39° 45′ 55″ N, 2° 39′ 17″ E / 39.765165°N,2.654684°E | RI-51-0008405       | Carregueu una nova foto d'aquest monument                                                                     |
| Sa Canova                                                 | Arq. defensiva       | Deià               |                                                      | RI-51-0008406       | Carregueu una nova foto d'aquest monument                                                                     |
| Son Bauçà                                                 | Arq. defensiva       | Deià               | 39° 45′ 04″ N, 2° 38′ 31″ E / 39.751206°N,2.64193°E  | RI-51-0008407       | Son Bauçà (Deià) · Vegeu més fotos d'aquest monument · Carregueu una nova foto d'aquest monument              |
| Son Marroig                                               | Arq. defensiva       | Deià               | 39° 45′ 04″ N, 2° 37′ 45″ E / 39.751164°N,2.629213°E | RI-51-0008408       | Son Marroig (Deià) · Vegeu més fotos d'aquest monument · Carregueu una nova foto d'aquest monument            |
| Llucalcari, conjunt històric de Deià I                    | Conjunt urbà         | Deià               | 39° 45′ 56″ N, 2° 39′ 13″ E / 39.765420°N,2.653677°E | RI-53-0000509-00001 | Llucalcari (Deià) · Vegeu més fotos d'aquest monument · Carregueu una nova foto d'aquest monument             |
| Conjunt de Son Bauçà, conjunt històric de Deià II-III     | Conjunt urbà         | Deià               | 39° 45′ 04″ N, 2° 38′ 31″ E / 39.751176°N,2.642040°E | RI-53-0000509-00002 | Conjunt de Son Bauçà (Deià) · Vegeu més fotos d'aquest monument · Carregueu una nova foto d'aquest monument   |
| Sa Cala, conjunt històric de Deià IV                      | Conjunt urbà         | Deià               | 39° 45′ 37″ N, 2° 38′ 27″ E / 39.760146°N,2.640803°E | RI-53-0000509-00004 | Sa Cala (Deià) · Vegeu més fotos d'aquest monument · Carregueu una nova foto d'aquest monument                |
| Es Porxo, conjunt històric de Deià V                      | Conjunt urbà         | Deià               | 39° 44′ 51″ N, 2° 38′ 53″ E / 39.747509°N,2.648035°E | RI-53-0000509-00005 | Es Porxo (Deià) · Vegeu més fotos d'aquest monument · Carregueu una nova foto d'aquest monument               |
| Es Racó, conjunt històric de Deià VI                      | Conjunt urbà         | Deià               | 39° 44′ 44″ N, 2° 39′ 00″ E / 39.745425°N,2.650100°E | RI-53-0000509-00006 | Carregueu una nova foto d'aquest monument                                                                     |
| Son Coll, conjunt històric de Deià VII                    | Conjunt urbà         | Deià               | 39° 45′ 52″ N, 2° 39′ 42″ E / 39.764560°N,2.661632°E | RI-53-0000509-00007 | Carregueu una nova foto d'aquest monument                                                                     |
| Conjunt històric de Deià VIII                             | Conjunt urbà         | Deià               | 39° 44′ 46″ N, 2° 38′ 45″ E / 39.746205°N,2.645871°E | RI-53-0000509-00008 | Conjunt històric de Deià VIII · Vegeu més fotos d'aquest monument · Carregueu una nova foto d'aquest monument |
| Es Clot, conjunt històric de Deià IX                      | Conjunt urbà         | Deià               | 39° 44′ 50″ N, 2° 38′ 41″ E / 39.747102°N,2.644722°E | RI-53-0000509-00009 | Es Clot (Deià) · Vegeu més fotos d'aquest monument · Carregueu una nova foto d'aquest monument                |
| Son Gallard, lloc històric de s'Arxiduc III               | Ed. residencial      | Deià               | 39° 44′ 25″ N, 2° 37′ 23″ E / 39.740312°N,2.623084°E | RI-54-0000054-00003 | Carregueu una nova foto d'aquest monument                                                                     |
| Restes prehistòriques de Can Borràs / Es Castell des Moro | Monument arqueològic | Deià               | 39° 44′ 40″ N, 2° 38′ 31″ E / 39.744526°N,2.641993°E | RI-51-0002010       | Carregueu una nova foto d'aquest monument                                                                     |
| Cova de Sa Cova de Betlem                                 | Monument arqueològic | Deià               | 39° 45′ 19″ N, 2° 38′ 30″ E / 39.755157°N,2.641693°E | RI-51-0002011       | Carregueu una nova foto d'aquest monument                                                                     |
| Cova de Son Gallard / Cova del Dimoni                     | Monument arqueològic | Deià               | 39° 44′ 39″ N, 2° 37′ 32″ E / 39.744194°N,2.625421°E | RI-51-0002012       | Carregueu una nova foto d'aquest monument                                                                     |
| Cova de Son Gallard / Cova des Morts                      | Monument arqueològic | Deià               | 39° 44′ 38″ N, 2° 37′ 29″ E / 39.743832°N,2.624839°E | RI-51-0002013       | Carregueu una nova foto d'aquest monument                                                                     |
| Cova de Son Gallard / Cova de Son Gallard                 | Monument arqueològic | Deià               |                                                      | RI-51-0002014       | Carregueu una nova foto d'aquest monument                                                                     |
| Cova de Son Gallard / Cova de Son Marroig                 | Monument arqueològic | Deià               | 39° 44′ 38″ N, 2° 37′ 32″ E / 39.743924°N,2.625527°E | RI-51-0002015       | Carregueu una nova foto d'aquest monument                                                                     |
| Restes prehistòriques de Son Rullan                       | Monument arqueològic | Deià               | 39° 44′ 59″ N, 2° 38′ 00″ E / 39.749787°N,2.633212°E | RI-51-0002016       | Carregueu una nova foto d'aquest monument                                                                     |

1. 1 2 3  El lloc històric de s'Arxiduc inclou diferents possessions de Deià i Valldemossa (vegeu també la llista de monuments de Valldemossa). A més de Son Gallard, en els elements de Deià s'inclouen Son Marroig i sa Pedrissa que ja estan declarats com a monuments.